# Pascal Rywalski
Le Père Pascal Rywalski, de son nom de naissance Konrad, né à Chelin le 2 octobre 1911 et mort à Sion le 8 janvier 2002, est un religieux et prêtre catholique suisse qui fut ministre général des capucins de 1970 à 1982.

## Biographie
Konrad Rywalski est né d'un père polonais et d'une mère valaisanne, née à Lens. Il a neuf frères et sœurs. Il poursuit ses études au fameux collège de l'abbaye Saint-Maurice, puis il entre au couvent de Lucerne de l'ordre des frères capucins en 1930, prenant le nom de religion de Pascal, et il devient profès le 5 septembre 1931 ; après des études de philosophie et de théologie à Sion, Fribourg et Soleure, il est ordonné prêtre le 4 juillet 1937. De 1938 à 1945, il étudie à l'université de Fribourg obtenant sa licence de philosophie en 1941. À partir de 1943, il enseigne au collège Saint-Fidèle (collegium St. Fidelis) de Stans. Il obtient son doctorat en philosophie le 21 juillet 1945. 
Il prêche à Fribourg de 1951 à 1954, avant de devenir supérieur (gardien) de la maison de Genève. De plus, il est définiteur de 1960 à 1966. De 1963 à 1966, le Père Pascal Rywalski est gardien, préfet des études et rédacteur à Fribourg. Ensuite il est élu en 1966 ministre provincial des capucins de Suisse, charge qu'il assume jusqu'à ce qu'en 1970 il soit élu ministre général des capucins. Il demeure à ce service à Rome jusqu'en 1982. 
Au cours de sa vie, il publia de nombreux ouvrages philosophiques sur la condition humaine.

## Quelques publications
- Paul Claudel et les missions. 1946.
- Le P. Pascal Rywalski, O.F.M. Cap.; Paul Claudel: La Bible dans l'œuvre littéraire de Paul Claudel, précédé d'une Méditation sur le Psaume CXVIII, par Paul Claudel. Thèse présentée à la Faculté des lettres de l'Université de Fribourg, Suisse par Pascal Rywalski. Porrentruy: Éditions des Portes de France; Fribourg: Impr. St. Paul, 1948.
- Méditation sur le Psaume CXVIII par Paul Claudel. Porrentruy Éditions des Portes de France 1948.
- Pour aimer la messe. Fribourg: Présentation de la Sainte Vierge, 1952.
- Petit catéchisme de la Messe. St-Maurice: Éd. de l'Œuvre St-Augustin, 1955.
- Salvator Maschek et Pascal Rywalski: Je ne me suis pas marié à l'église, que faire ? Genève: Éd. de l'Echo illustré, ca. 1962.
- Jean-Paul Hayoz OFM Cap; Félix Tisserand OFM Cap et Pascal Rywalski OFM Cap: Documents relatifs aux capucins de la province de Savoie en Valais, 1603-1766. Martigny, Suisse : Impr. Pillet, 1967.
- (de) Erneuerung in Treue: Fortsetzung der Richtlinien von 1965. Luzern: Fidelisdr, 1968.
- (de) Ansprache des P. Generals Pascal Rywalski zur Eröffnung der ersten Versammlung des Ordensrates in Quito, 4 octobre 1971. 1971.
- (la) Statutum pro assistentia spirituali: Tertii Ordinis Franciscani (TOF). Romae: Curia Generale FF. MM. Cappuccini, 1972.
- Francesco Saverio Toppi; Zacharie Balet; Pascal Rywalski: Flamme d'Orient: le vénérable frère Jérémie de Tzazo (Valachie, Roumanie) 1556-1625. Lucerne: Impr. Fidelis, 1983.